# Rufus King (general)
Rufus King (Nova Iorque, 26 de janeiro de 1814 – Nova Iorque, 13 de outubro de 1876) foi um editor de jornal, educador, diplomata dos Estados Unidos, e brigadeiro-general da União na Guerra de Secessão.

## Juventude
King nasceu em Nova Iorque, neto de Rufus King, delegado de Massachusetts no Congresso Continental e na Convenção Constitucional. Após graduar-se no Columbia College, onde seu pai, Charles King, serviu como presidente, King inscreveu-se na Academia Militar dos Estados Unidos em West Point. King foi um dos primeiros colocados de sua turma, e foi indicado para o corpo de engenheiros em 1833. Renunciou à sua comissão em 1836.
Depois de um curto período de tempo de trabalho na ferrovia New York and Erie, King serviu como editor associado para dois jornais, o Albany Evening Journal e o Albany Advertiser (1841-1845). Neste ponto, deixou Nova Iorque e se mudou para o Território do Wisconsin, realizando uma mistura de atividades na política (membro da convenção constitucional de 1848 por Wisconsin), no jornalismo (proprietário de parte da Milwaukee Sentinel and Gazette), e na educação (superintendente de escolas em Milwaukee e um regente da Universidade do Wisconsin-Madison). King também organizou e jogou nos primeiros três jogos de beisebol no estado do Wisconsin. As partidas foram disputadas no antigo State Fairgrounds (que hoje é o campus da Universidade Marquette) durante o inverno de 1859.

## Guerra de Secessão
King foi nomeado pelo presidente Abraham Lincoln ministro dos Estados Pontifícios em 1861. A caminho de Roma, quando a Guerra de Secessão eclodiu, licenciou-se para se juntar ao Exército. Foi nomeado um general de brigada da milícia do Wisconsin em 15 de abril de 1861, e dos voluntários dos Estados Unidos em 17 de maio, e foi-lhe concedido autorização para formar um regimento no Wisconsin. King ajudou a organizar o que veio a ser conhecido como a famosa Brigada de Ferro, que comandou por um curto período.
Porém, antes da Brigada de Ferro ver o combate, King foi promovido ao comando de uma divisão (que incluía a Brigada) no I Corpo de exército do Exército do Potomac. A primeira ação da Divisão foi na Segunda Batalha de Bull Run em agosto de 1862, mas King sofreu um ataque de epilepsia e não pode comandá-la. Foi substituído por Abner Doubleday.
Em dezembro de 1862, King serviu na corte marcial do major-general Fitz John Porter acusado de desobediência e covardia por suas ações na Segunda Batalha de Bull Run.
Seus ataques epilépticos se tornaram mais frequentes, e King foi incapaz de retornar ao serviço ativo. Finalmente, em outubro de 1863, King renunciou à sua comissão, e assumiu o cargo ministerial.

## Carreira pós-guerra
De retorno a Nova Iorque, vindo de Roma em 1867, King serviu por dois anos como vice-auditor de alfândega no porto de Nova Iorque, mas depois se retirou da vida pública devido ao agravamento de sua doença até que morreu em 1876. Está sepultado em Grace Churchyard, no bairro de Jamaica, Nova Iorque.
King foi pai de Rufus King, Jr., da Brigada de Artilharia a cavalo dos Estados Unidos na Guerra de Secessão, e do general Charles King da Guerra Filipino-Americana.

## Legado
Rufus King High School em Milwaukee recebe esse nome em sua homenagem. Os times da escola são conhecidos como "Os Generais".